# 乾裕幸
乾 裕幸（いぬい ひろゆき、1932年〈昭和7年〉1月19日 - 2000年〈平成12年〉9月22日）は、日本の国文学者。元関西大学教授。専門は井原西鶴や松尾芭蕉などの俳諧。

## 来歴
和歌山県那賀郡池田村（後の打田町、現・紀の川市）生まれ。1954年高野山大学卒業。在学中、天理大学図書館に通い、中村幸彦、木村三四吾の知遇を得る。
卒業後は府立高校教員（地方公務員）として池田市立中学校教諭となった後、地方公務員を退職したが、引き続き私立学校教員として、大谷高等学校教諭を経て、1970年親和女子大学助教授、1976年同教授。1978年帝塚山学院大学教授。1981年『ことばの内なる芭蕉』で芭蕉祭文部科学大臣奨励賞。1988年関西大学教授。1989年『周縁の歌学史』により関西大学文学博士。2000年9月22日、膵臓癌のため68歳で死去。
俳人の夏石番矢は本名乾昌幸だが、血縁関係はない。

## 著書
- 『「大坂独吟集」出典考』高野山国文学研究会、1962
- 『初期俳諧の展開』桜楓社、1968
- 『俳諧師西鶴』前田書店、1979
- 『ことばの内なる芭蕉 あるいは芭蕉の言語と俳諧性』未來社、1981
- 『芭蕉と西鶴の文学 前近代の詩と俗』創樹社、1983
- 『俳文学の論 読みの有効性』塙書房、1984
- 『俳句の現在と古典』平凡社選書、1988
- 『周縁の歌学史 古代和歌より近世俳諧へ』桜楓社、1989
- 『俳学掌記 俳人・俳句・書物との遭遇』和泉書院、1989
- 『芭蕉歳時記』富士見書房、1991
- 『芭蕉と芭蕉以前』新典社、1992
- 『祝祭の日々―死を控えて―』私家版、2000
- 『古典俳句鑑賞』富士見書房、2002
- 『俳句の本質』関西大学出版部、2002

## 編著
- 『古俳書目録索引』赤尾照文堂、1974
- 『芭蕉全句集』桜井武次郎、永野仁共編 桜楓社、1976
- 『芭蕉物語 蕉風の<人と詩>の全体像をさぐる』白石悌三共著 有斐閣、1977
- 『連句への招待』 白石悌三共著 有斐閣新書、1980
- 『西鶴俳諧集』桜楓社、1987
- 『おくのほそ道』松尾芭蕉 双文社出版、1990
- 『榎本其角』蝸牛社、1992
- 『井原西鶴 全句集』蝸牛社、1996
- 『遠来の客 日・独・英連句』諸澤巖、坂本悠貴雄ほか共著、関西大学出版部、1999